# Électrométallurgie

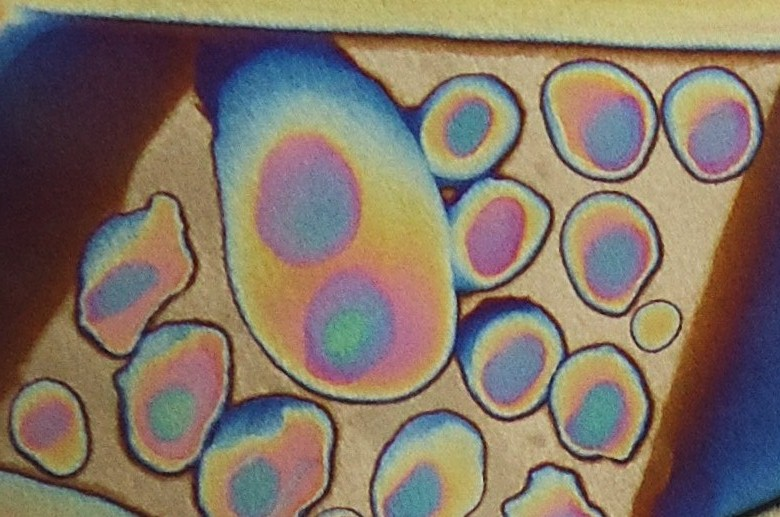
Fabriqué par Mauro Cateb, bijoutier et orfèvre brésilien.

Ne doit pas être confondu avec électrolyse.
L'électrométallurgie est la branche de la métallurgie qui consiste à employer l'apport d'énergie sous forme électrique comme élément essentiel de l'élaboration ou la transformation de minerais, métaux ou alliages.
Cet apport d'électricité sert généralement à produire les hautes températures nécessaires aux réactions chimiques visées, ou à la fusion de certains composants du milieu réactif.
Voici quelques exemples de produits industriels pouvant être obtenus par électrométallurgie :
- le silicium
- le ferrosilicium
- le magnésium (mais il existe aussi des procédés du type électrolyse)
- le silicocalcium
- le carbure de calcium.

Les réactions chimiques rendues possibles par l'apport d'électricité sont diverses : réaction carbothermique (cas du silicium, du ferrosilicium), aluminosilicothermie (cas du magnésium, procédé dit Magnetherm) ; il peut parfois s'agir d'une simple fusion pour purification et recristallisation (cas de la production de corindon électrofondu).
L'électrométallurgie n'est pas à confondre avec l'électrolyse, dans laquelle les électrons formant le courant électrique participent directement aux réactions chimiques.